# Бранислав Јовановић
Бранислав Јовановић (Београд, 21. септембар 1985) је српски фудбалер. Игра на средини терена.

## Клупска каријера
Јовановић је прошао млађе категорије Радничког са Новог Београда. Сениорско искуство је стицао наступајући у српсколигашком такмичењу за Јединство из Сурчина и ФК Београд са Карабурме. Први инострани ангажман је имао на Кипру, где је две године играо за Етникос из Ахне.
Пролећни део такмичарске 2008/09. је провео у крушевачком Напретку, постигавши притом пет голова у Суперлиги Србије. У јуну 2009. је потписао четворогодишњи уговор са београдским Партизаном. У освајању шампионске титуле у сезони 2009/10, Јовановић је забележио 13 наступа. Почео је и сезону 2010/11. у Партизану. Наступио је као резервиста на мечевима квалификација за Лигу шампиона, против Пјуника и Хелсинкија.
С обзиром да није успео да се избори за већу минутажу, Јовановић је крајем августа 2010. раскинуо уговор са Партизаном. Након напуштања Партизана, Јовановић је био у преговорима са Галатасарајем, чак је и отишао у Истанбул на потписивање уговора, али је турски тим у последњем моменту променио услове уговора па је трансфер отказан. Јовановић након тога потписује уговор са београдским Радом. Наредне две и по године је наступао за Рад у Суперлиги Србије, да би у зимском прелазном року 2013. године, прешао у израелски Хапоел из Акре. Три и по сезоне је стандардно наступао за Хапоел у израелској Премијер лиги.
У августу 2016. се вратио у српски фудбал и потписао уговор са Вождовцем. Једну полусезону је наступао за Вождовац у суперлигашком такмичењу, након чега се вратио у Израел и потписао за Хапоел из Ашкелона. Касније је у овој земљи наступао и за трећи клуб под именом Хапоел, овај пут из Рамат Гана. У јануару 2019. године, по други пут у каријери, потписује за Рад. У екипи Рада је одиграо пролећни део сезоне 2018/19, почео је и наредну 2019/20, али је у завршници летњег прелазног рока 2019. прешао у новосадски Пролетер. Три сезоне је био играч Пролетера а затим је годину дана наступао за РФК Нови Сад. У јулу 2023. потписао је за српсколигаша Звездару.

## Репрезентација
За сениорску репрезентацију Србије је забележио један наступ. Крајем маја 2011, тадашњи селектор Владимир Петровић Пижон га је уврстио на списак играча за пријатељске утакмице против Аустралије и Јужне Кореје. Јовановић је свој једини наступ дресу „А тима” забележио 7. јуна 2011, у Мелбурну, против Аустралије. Утакмица је завршена без победника (0:0), а Јовановић је на терен ушао у 83. минуту уместо Дејана Станковића.

## Трофеји

### Партизан
- Суперлига Србије (1) : 2009/10.